# Nutthawut Khamrin
Nuttawut Khamrin (thailändisch ณัฐวุฒิ คำรินทร์, * 27. März 1991 in Chiangmai) ist ein thailändischer Fußballspieler.

## Karriere

### Verein
Nutthawut Khamrin erlernte das Fußballspielen in der Jugendmannschaft des Erstligisten Chonburi FC in Chonburi. Seinen ersten Profivertrag unterschrieb er 2010 beim Rayong FC. Der Verein aus Rayong spielte in der dritten Liga, der Regional League Division 2 in der Central/East–Region. 2013 wechselte er nach Bangkok zum Erstligisten Army United. Hier wurde er einen Tag nach Vertragsunterschrift an seinen abgebenden Verein Rayong FC ausgeliehen. Nach der Hinserie wechselte er zum ebenfalls in der Thai Premier League spielenden Osotspa M-150 FC nach Saraburi. Zum Ligakonkurrenten Sisaket FC, der in Sisaket beheimatet ist, wechselte er 2014. Mit dem Verein stand er 2015 im Finale des Thai League Cup, dass man aber mit 1:0 gegen Buriram United verlor. Nach 69 Spielen für Sisaket ging er 2017 nach Sukhothai. Hier unterschrieb er einen Vertrag bei Sukhothai FC. 2018 wechselte er in die Zweite Liga, der Thai League 2, wo ihn Nongbua Pitchaya FC aus Nong Bua Lamphu unter Vertrag nahm. Im März 2021 feierte er mit Nongbua die Zweitligameisterschaft und den Aufstieg in die erste Liga. Am Ende der Saison 2022/23 musste er mit Nongbua als Tabellenvorletzter den Weg in die Zweitklassigkeit antreten. Am Ende der Saison 2023/24 wurde er mit dem Klub Vizemeister und stieg direkt wieder in die erste Liga auf. Nach dem Aufstieg verließ er den Verein und schloss sich im Juli 2024 dem Drittligisten Udon United FC an. Mit dem Verein aus Udon Thani spielt er in der North/Eastern Region der Liga.

### Nationalmannschaft
2010 spielte Nutthawut Khamrin dreimal in der thailändischen U-19-Nationalmannschaft. 

## Erfolge
Sisaket FC
- Thailändischer Ligapokalfinalist: 2015

Nongbua Pitchaya FC
- Thailändischer Zweitligameister: 2020/21  ▲
- Thailändischer Zweitligameister: 2023/24  ▲